# Tania Pozzo
Tania Pozzo Mendoza (Potosí, Bolivia; 21 de septiembre de 1980) es una científica e investigadora boliviana. Algunos de sus estudios están centrados en proporcionar evidencia científica para contribuir con la afirmación de que una combinación de bacterias probióticas y alimentos prebióticos puede proporcionar beneficios a la salud humana. Su trabajo está enfocado en  el uso de metagenómica y análisis de transcripción como herramientas para disectar las vías metabólicas de carbohidratos complejos en microorganismos.

## Biografía
Pozzo nació en la ciudad de Potosí al suroeste de Bolivia, pero vivió desde niña en la ciudad de La Paz, estudió en colegio Instituto Americano donde ya demostró su inclinación por las ciencias al adscribirse al programa de Química -Biología. Posteriormente obtuvo su licenciatura en Bioquímica en la Universidad Mayor de San Andrés, realizó estudios de Maestría en Alimentos y biotecnología y doctorado en la Universidad de Lund, y obtuvo su postdoctoado en Biotecnologìa en 2012 en la Universidad de California en Davis  donde trabaja como docente investigadora.

## Premios y reconocimientos
En 2014 Pozzo recibió 2 distinciones:
- Premio Beca para mujeres en Ciencia  otorgada a investigadoras del mundo  por la Unesco y L’Oreal
- Premio Marie Curie, de la Academia de Ciencias de Bolivia.[7]

## Investigaciones y publicaciones

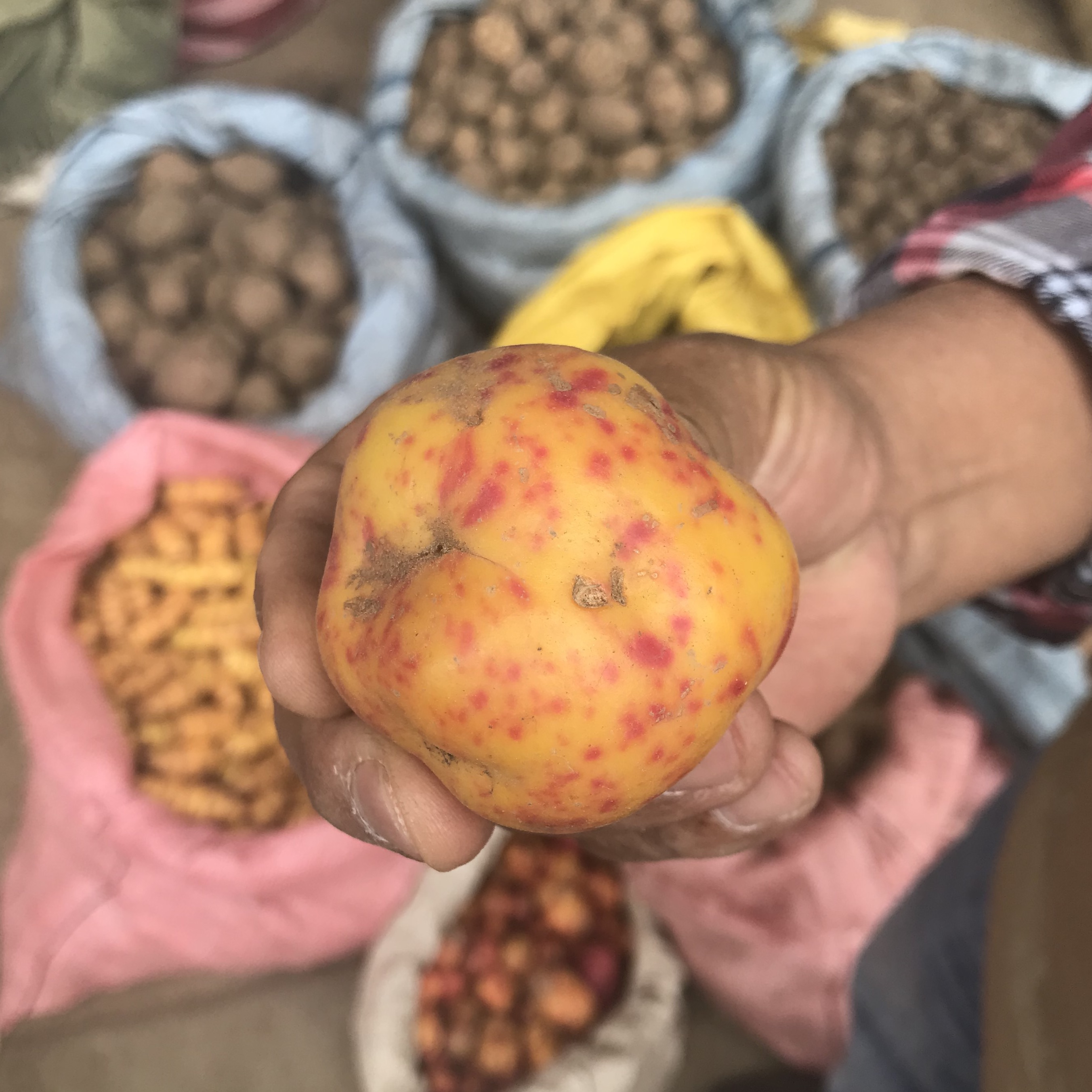
Ullucus tuberosus, conocida como papalisa en Bolivia, objeto de la investigación de Pozzo en 2018.

En 2018 lideró una investigación para develar el genoma del amaranto, el maní y de la papalisa realizando estudios en la ciudad de Sucre, en Bolivia y capacitando en secuenciación del genoma en las universidades de Sucre y La Paz.
Algunas de sus investigaciones publicadas en la Universidad de Lund, son:
- Rational design of a thermostable glycoside hydrolase from family 3 introduces β-glycosynthase activity.
- Substituent Effects on in Vitro Antioxidizing Properties, Stability, and Solubility in Flavonoids